# Forte San Nicolò
Il forte San Nicolò è un forte militare austro-ungarico, situato sulle rive del lago di Garda, in provincia di Trento. Il forte appartiene alla "Fortezza Riva" del "Subrayon III" del grande sistema di fortificazioni austriache al confine italiano.
Il forte aveva la doppia funzione di tagliata stradale, sbarrandola con un portone di ferro, ma anche da batteria costiera.
Era dotato di potenti riflettori per la perlustrazione delle acque antistanti.
Il forte si trova nei pressi di Riva del Garda, alle pendici del monte Brione. Oggi è sede del "Centro studi Lago di Garda".

## Armamento
- 4 cannoni da 150 mm
- 4 cannoni da 90 mm. Mod. 75 in cannoniera minima.